# Ferry Corsten
Pour les articles homonymes, voir Ferry.
Ferry Corsten, né le 4 décembre 1973 à Rotterdam, est un producteur et disc jockey néerlandais, jouant principalement une musique axée sur la trance et la techno. Corsten fait danser son public depuis le début des années 1990 initialement sous des noms tels que System F, Moonman, Pulp Victim, Ferr, et Albion. Il est propulsé au sommet des palmarès néerlandais avec son succès Out of the Blue, en 1998. Par la suite, il s'est fait connaître avec un tube nommé Cry, chanté par Saskia Lee Atjaam.
Ferry Corsten a formé plusieurs duos avec de grands de la scène électronique comme Tiësto (alliance nommée Gouryella), Benny Benassi (FB), et Vincent de Moor (Veracocha). Il a également remixé Armin van Buuren, Moby, Paul van Dyk et U2. C'est seulement en 2004 qu'il sort son premier album, Right of Way, sous son vrai nom. Il a adapté son morceau The Love I Lost pour la star japonaise Ayumi Hamasaki qui a écrit des paroles et leur collaboration a abouti à la chanson Connected publiée sur un des albums d'Ayumi Hamasaki. En 2006, il décide de prendre un autre tournant en produisant L.E.F, un album aux sonorités électroniques plutôt que Trance. Plusieurs titres de L.E.F. sont sortis en tant que singles tels que Fire, Watch Out, Junk, Beautiful ainsi que son propre remix de Into the Dark.
En parallèle de la sortie de L.E.F., il lance son propre label Flashover Recordings avec lequel il va sortir ses propres titres ainsi que ceux d'artistes tels que Breakfast, Rafaël Frost, P.A.F.F., Tritonal. Fin 2008, il sort son dernier album Twice in a Blue Moon (souvent référé en tant que TIABM) qui marque son retour à des sonorités Trance qui rappellent les titres de l'album Out of the Blue. On[Qui ?] notera les sorties en tant que singles de ses titres BrainBox, RadioCrash, Made of Love, We Belong et Twice in a Blue Moon. Le 1er février 2010, un album de remix de Out of the Blue sort avec des remix de DJ Tiësto, Laidback Luke, Giuseppe Ottaviani, Stoneface & Terminal, Rafaël Frost entre autres.
Parallèlement, Ferry présente chaque jeudi son émission hebdomadaire Corsten's Countdown sur les ondes de Digitally Imported.

## Biographie

### Débuts (avant 1999)
Ferry Corsten est né à Rotterdam, aux Pays-Bas. Il produit sous de nombreux autres pseudonymes depuis la publication de sa première chanson à l'âge de 16 ans. Adolescent, il économise pour s'acheter son premier clavier musical en nettoyant des voitures et en vendant des mixtapes aux enfants de son quartier. Il joue ensuite avec un ami en live et remporte sa première récompense, De Grote Prijs van Nederland, aux Pays-Bas en 1995. Il enregistre plusieurs chansons avec des amis et produit, pendant son temps à Rotterdam dans les années 1990, des chansons hardcore et gabber, puis club-house et trance. Son premier single à atteindre les classements musicaux s'intitule Don't Be Afraid sous le nom de Moonman. En 1997, Corsten et son partenaire Robert Smit lancent un label dance nommé Tsunami avec la société néerlandaise Purple Eye Entertainment b.v. ; cette jonction permet la création d'un autre label possible, Polar State. Ferry Corsten étudiera l'ingénierie électronique à la Technical Training School puis la Higher Technical Education

### Popularisation (1999–2004)
En février 1999, le second projet solo de Corsten, System F, est publié sous le label Tsunami avec l'album Out of the Blue, dont la chanson homonyme deviendra un hit mondial, avec notamment son classement à la 20e place dans les classements musicaux britanniques. Le single suivant Cry, produit avec Robert Smit atteint le top 20 britannique.
Sa popularité grandissante dans les années 1990 mène à une coopération avec plusieurs DJs trance populaires et musiciens comme DJ Tiësto (Gouryella, Vimana), Vincent de Moor (Veracocha), et Robert Smit (Starparty). La chanson Gouryella par le groupe Gouryella est publiée en mai ; le single atteint la quinzième place de l'UK Singles Top 75. Le single suivant Walhalla atteint la 27e place du classement UK Single. En 1999, Ferry remporte l'Ericsson Muzik Award de « l'artiste de l'année » à Londres. En septembre 2000, le troisième single de Gouryella intitulé Tenshi est publié. En 2000, Corsten remixea aussi Adagio for Strings de William Orbit et de New Year's Day pour U2. Son remix d'Adagio For Strings de Barber est récompensé aux Dancestar 2000 Awards. La série des compilation de Ministry of Sound intitulée Trance Nation devient la plus rentable au Royaume-Uni et est certifié disque de platine.
En 2002, Ferry contribue aux projets de remix de chansons de la superstar japonaise Ayumi Hamasaki. Il compose et arrange sa chanson trance Connecte, publiée en 2003 et vendu en Allemagne à 4 millions d'exemplaires.
En 2003, il lance son premier album sous le nom de Ferry Corsten, Right of Way, au Heineken Musical Hall devant 4 500 clubbers dans un mixset de 8 heures.

### L.E.F.etTwice In A Blue Moon(2005–2008)
En 2005, Corsten fonde son propre label, Flashover Recordings, et fait paraître son second album sous le nom de L.E.F.
La vidéo de sa chanson Fire est nommée dans la catégorie « meilleure vidéo trance » aux Trance Awards 2006.

## Discographie
- 1996 : Looking Forward (sous Ferr)
- 2001 : Out of the Blue (sous System F)
- 2003 : Together (sous System F)
- 2003 : Right of Way
- 2006 : L.E.F.
- 2008 : Twice in a Blue Moon
- 2012 : WKND
- 2017 : Blueprint[7]
- 2020 : As above so below

## Tournées
- Play Station Tour (2003)
- Right of Way World  Album  tour (2004)
- Heineken Tour (2004)
- Passport Compilation World Tour (2005)
- LEF World Album Tour (2006)
- Tour (2007)
- Tour (2008)
- Twice In A Blue Moon World Tour (2009)
- Once Upon A Night World Tour (2010)

## Récompenses et nominations

### Récompenses
- 1989 : De Grote Prijs van Nederland
- 1999 : Producer of the Year (Ericsson Muzik Awards) Londres
- 1999 : Trance Nation 1 – Platinum Sales Award
- 1999 : Trance Nation 2 – Gold Sales Award
- 1999 : Gold Sales Award (Art of Trance – Madagascar (Ferry Corsten Remix))
- 1999 : Trance Nation 3 – Gold Sales Award
- 1999 : Gold Sales Award (System F – Out the of Blue)
- 1999 : Trance Nation 4 – Gold Sales Award
- 1999 : Gold Sales Award (Gouryella – Gouryella)
- 2000 : Dance Star UK Best Remix (William Orbit – Barber's Adagio for Strings)
- 2000 : Gold Sales Award (Gouryella – Walhalla)
- 2000 : Gold Sales Award (Ferry Corsten – Cry)
- 2000 : Gold Sales Award (Veracocha – Carte Blanche)
- 2000 : Dancestar Award: Best Producer of the Year
- 2000 : Silver Harp Award for Outstanding Contributions To Dutch Music
- 2001 : Gold Sales Award (System F – Dance Valley Theme)
- 2001 : Trance Nation 2001 – Silver Sales Award
- 2001 : Gold Sales Award (System F Feat. Armin van Buuren – Exhale)
- 2002 : Gold Sales Award (Ferry Corsten – Punk)
- 2003 : BG Magazine Dance Awards: Award Biggest Hit (Rock Your Body Rock)
- 2005 : Best Trance DJ Ibiza
- 2006 : L.E.F. Best selling dance album on I Tunes (U.S. within 2 weeks after its release)
- 2007 : Best Trance DJ Ibiza
- 2007 : SLAM!FM DJ of the Year

### Nominations
- 2004 : IDMA Best International DJ
- 2004 : IDMA Best Compilation (Ferry Corsten: Mixed Live)
- 2004 : IDMA Best Producer
- 2004 : TMF Dutch Awards Best National DJ
- 2004 : TMF Dutch Awards Best Video (Rock Your Body Rock)
- 2005 : IDMA 20TH Annual International Dance Music Awards
- 2005 : IDMA Best Dance Video (Punk)
- 2005 : IDMA Best Producer
- 2005 : IDMA Best Remixer
- 2006 : IDMA Best Ortofon European DJ
- 2007 : IDMA Best Ortofon European DJ
- 2008 : Ibiza DJ Awards Best Trance Awards
- 2008 : IDMA Best Ortofon European DJ
- 2008 : IDMA Best Ortofon Global DJ
- 2009 : IDMA Best European DJ[8]
- 2009 : IDMA Best Global DJ[8]
- 2009 : IDMA Best Producer[8]
- 2010 : IDMA Best European DJ
- 2010 : IDMA Best Radio Show with Corsten's Countdown
- 2010 : Ibiza DJ Awards Best DJ Trance